# The Scientist
"The Scientist" är en ballad från Coldplays andra studioalbum A Rush of Blood to the Head. Låten är skriven av alla medlemmar i gruppen. "The Scientist" utgavs som singel den 4 november 2002.
Singeln nådde nummer 10 på UK Singles Chart och nummer 18 på Billboard Modern Rock Tracks.